# ギャスパー・ウリエル
ギャスパー・ウリエル（フランス語: Gaspard Ulliel, 発音例, 1984年11月25日 - 2022年1月19日）は、フランスの俳優。ギャスパール・ユリエルとも表記される。

## 来歴
パリ郊外のブローニュ＝ビヤンクールで生まれる。両親は共にファッション業界で働いていた。パリ第8大学（サン・ドニ）で映画を専攻。
2001年に『ジェヴォーダンの獣』で映画デビュー。
2003年公開の『かげろう』でエマニュエル・ベアールの相手役に抜擢され、フランス国内で注目を集める。
2004年公開の『ロング・エンゲージメント』ではセザール賞有望若手男優賞を受賞。
2007年公開の『ハンニバル・ライジング』では、若き日のハンニバル・レクターを演じた。
2010年、シャネルの香水「BLEU DE CHANEL」のイメージモデルに採用される。マーティン・スコセッシがコマーシャル・フィルムを監督。
2014年、ベルトラン・ボネロが監督するイヴ・サン＝ローランの伝記映画で、リュミエール賞主演男優賞を受賞した。
『ハンニバル・ライジング』パンフレット記載のインタビューなどによると、左利き。同映画で筆記用具を左手で持つシーンなどが見受けられる。左側頬のエクボのようなへこみは幼い頃ドーベルマンに噛まれた傷跡。
2005年から2007年まで女優のセシル・カッセルと交際していたが破局し、2013年から交際していたモデルのガエル・ピエトリとの間に2016年2月に男児をもうけた。
2022年1月18日、オーヴェルニュ＝ローヌ＝アルプ地域圏・サヴォワ県のロジエのスキー場で衝突事故に遭いグルノーブルの病院に搬送されたが、翌19日に死去。37歳没。

## 主な出演作品
| 公開年 | 邦題 原題                                                | 役名                                  | 備考                         |
| ------ | -------------------------------------------------------- | ------------------------------------- | ---------------------------- |
| 2001   | ジェヴォーダンの獣 Le Pacte Des Loups                    | ルイ                                  |                              |
| 2003   | かげろう Les Égarés                                      | イヴァン                              |                              |
| 2004   | ロング・エンゲージメント Un Long Dimanche De Fiançailles | マネク                                | セザール賞有望若手男優賞受賞 |
| 2004   | The Last Day Le Dernier jour                             | シモン                                |                              |
| 2006   | パリ、ジュテーム Paris, je t'aime                        | ギャスパー                            |                              |
| 2007   | ハンニバル・ライジング Hannibal Rising                   | ハンニバル・レクター                  |                              |
| 2007   | ジャック・ソード 選ばれし勇者 Jacquou le croquant        | ジャクー                              |                              |
| 2009   | 約束の葡萄畑 あるワイン醸造家の物語 The Vintner's Luck   | 天使ザス                              |                              |
| 2009   | インサイドゲーム Le Premier Cercle                       | アントン                              |                              |
| 2009   | Ultimatum                                                | Nathanaël                             |                              |
| 2010   | La princesse de Montpensier                              | Henri de Guise                        |                              |
| 2011   | L'Art d'aimer                                            | William                               |                              |
| 2012   | Tu honoreras ta mère et ta mère                          | Balthazar                             |                              |
| 2012   | Les Cinq Légendes Rise of the Guardians                  | Jack Frost                            |                              |
| 2014   | SAINT LAURENT/サンローラン Saint Laurent                 | イヴ・サン＝ローラン                  | リュミエール賞主演男優賞     |
| 2016   | ザ・ダンサー La Danseuse                                 | ルイ・ドルセー伯爵                    |                              |
| 2016   | たかが世界の終わり Juste la fin du monde                 | ルイ                                  | セザール賞主演男優賞受賞     |
| 2018   | この世の果て、数多の終焉 Les Confins du monde            | ロベール・タッセン                    |                              |
| 2022   | ムーンナイト Moon Knight                                 | アントン・モガート / ミッドナイトマン | 死後に公開                   |